# Beat Feller

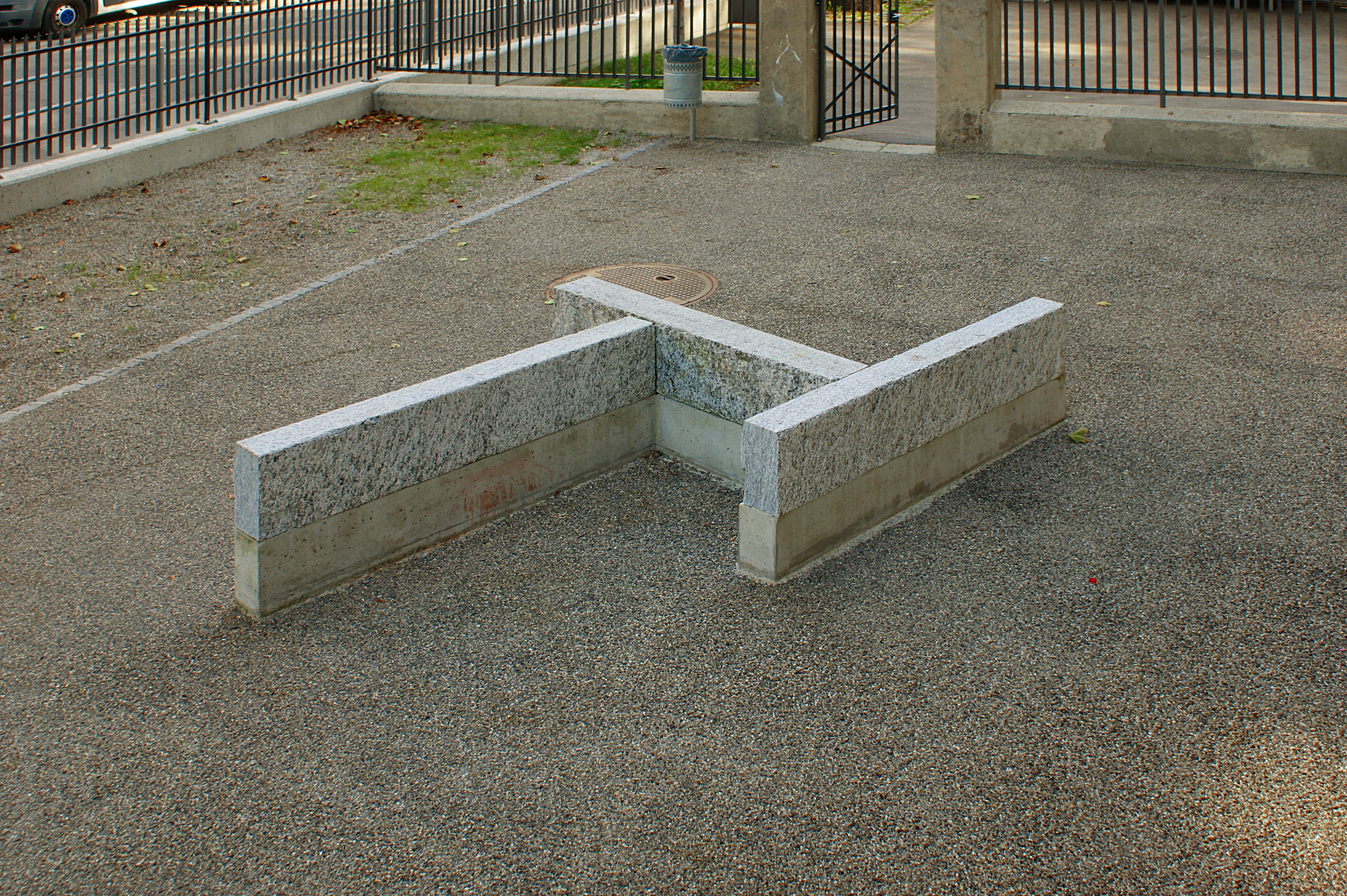
Steininstallation innen zu aussen / aussen zu innen, Beat Feller, Bern, 2017

Beat Feller (* 9. August 1955 in Bern) ist ein Schweizer Bildhauer und Musiker.

## Werk
Der seit 1982 in Bern tätige Künstler versteht den Begriff der Skulptur als ein natürliches Phänomen und hinterfragt in seinem vielschichtigen Œuvre das Zusammenspiel gegensätzlicher Kräfte. Sein Werk besteht aus Objekten, Skulpturen, Wandreliefs, Collagen, Installationen und Sound-Performances. Ob dies als Fotomontage, Zeichnungen auf Holz, Ensemble aus gefundenen Möbeln, lineares Drahtgeflecht oder als blockhafte Installation im Galerieraum stattfindet, stets bildet die Sichtbarmachung dieses Kräftespiels die Herausforderung seiner künstlerischen Zielsetzung. Auch bei den Projekten im öffentlichen Raum wie im Gymnasium Burgdorf, dem Schulhaus Neuhaus in Bern oder der Aussenskulptur für die Ingenieurschule Burgdorf wird dieses streng reduzierte Spiel der Formen beibehalten.
Zusammen mit seinem Bruder Ernst legt er als autodidaktischer Musiker seit 2002 fast jährlich eine neue Audio-CD vor.

## Ausstellungen (Auswahl)
- 2024: Werte im Wandel. Die Kunstsammlung Kanton Bern zu Gast im Kunsthaus Interlaken (Teil 2), Kunsthaus Interlaken
- 2024: 20 Jahre, Galerie Beatrice Brunner, Bern
- 2023/24: Couplet Pair Rebus. The Principle of Cause and Effect in Art, University Museum and Art Gallery, The University of Hong Kong
- 2023: Werte im Wandel. Die Kunstsammlung Kanton Bern zu Gast im Kunsthaus Interlaken (Teil 1), Kunsthaus Interlaken
- 2022/2023: X, gemeinsam mit Adrian Falkner, Pierre Haubensak, Robert Lettner, Matthias Liechti, Klaus Merkel, Herbert Starek und Kat Suryna. lotsremark Projekte, Basel
- 2020: Cutting, lotsremark Projekte, Basel
- 2019: Summa, Zentrum für Gegenwartskunst, Fundaziun Nairs, Scuol
- 2018: Beziehungsmuster, Galerie Beatrice Brunner, Bern
- 2018: Die Zelle, Kunsthalle Bern, Bern
- 2017/2018 Interval in Space, Osage Gallery, Hong Kong; Fundaziun Nairs, Scuol
- 2016 Galerie Krethlow, Bern
- 2012 Minimallinie Bern-Basel, Kunsthalle Palazzo, Liestal
- 2011 Kunstraum Oktogon, Bern
- 2002: Zeichnungen auf Holz, Kunsthalle Bern
- 1999: Galerie Trudelhaus, Baden AG
- 1995: Stiftung Kunst Heute, Aargauer Kunsthaus, Aarau
- 1993: Kunsthalle Winterthur, Winterthur
- 1988: Shedhalle, Zürich

## Kunst am Bau
- 2008: Fünf minimalistische Skulpturen, Gymnasium Burgdorf, Burgdorf BE
- 2001: Schulhaus Neuhaus, UPD Bern
- 1991: Skulptur, Ingenieurschule Burgdorf

## Auszeichnungen und Residenzen
- 2009: Auslandsstipendium des Kantons Bern in New York
- 1990: Aeschlimann-Corti-Stipendium, Bern
- 1983, 1987, 1989, 1994, 2014: Werkbeiträge des Kantons und der Stadt Bern

## Sammlungen
- Kunstmuseum Bern
- Städtische Kunstsammlung, Bern
- Kunstsammlung des Kantons Bern
- Schweizerische Nationalbank, Bern
- Berner Kantonalbank

## Musik (Beat Feller & Ernst Feller)
- 2019: edelweiss
- 2017: afterwards
- 2016: hermosa vista
- 2015: circle
- 2012: el mundo
- 2011: april
- 2009: dimensiones, alchemie
- 2008: aschbat
- 2007: zumos de platano, para ti
- 2006: un viaje

## Kataloge/Publikationen (Auswahl)
- Ba Berger: Sichten. Stadtgalerie Bern 2015–2019. Edition Haus am Gern, 2019.
- Florian Dombois, Valérie Knoll (Hg.): im Tun. Eine Geschichte der Künstler*innen 2018–1993. Jubiläumspublikation 100 Jahre Kunsthalle Bern. Scheidegger und Spiess, Zürich 2018.
- Interval in Space. Ausstellungskatalog. Osage Art Foundation, Hongkong 2017.
- Werte im Wandel. Die Kunstsammlung Kanton Bern zu Gast im Kunsthaus Interlaken, Ausstellungskatalog, Kunsthaus Interlaken, 03. Jun–27. Aug 2023, herausgegeben von Heinz Häsler und Harald Kraemer, Kunsthaus Interlaken, Interlaken, 2023.
- Harald Kraemer: Couplet Pair Rebus. The Principle of Cause and Effect in Art, Ausstellungskatalog, University Museum and Art Gallery, The University of Hong Kong, 27.10.2023–07.04.2024, University Museum and Art Gallery, 2024.
- Harald Kraemer: Beat Feller. Werke Wanderschaft Works Wanderings. Mit Texten von Harald Kraemer, Beat Sterchi und Konrad Tobler. Transfusionen, Basel 2015.
- Matthias Frehner, Annick Haldemann (Hrsg.): Feu Sacré. 200 Jahre Bernische Kunstgesellschaft. Ausstellungskatalog. Kunstmuseum Bern, 2013.
- Minimallinie Bern-Basel. Ausstellungskatalog. Text: Konrad Tobler. Kunsthalle Palazzo, Liestal 2012.
- Beat Feller. Perform the Interspace. Text: Harald Kraemer. Transfusionen, Basel 2009.
- Beate Engel, Martin Waldmeier (Hg.): Kultur im Zentrum Progr. Niggli, Sulgen 2009.
- Beat Feller. Fünf minimalistische Skulpturen, Gymnasium Burgdorf. Hg.: Amt für Grundstücke und Gebäude des Kantons Bern. 2008.
- Beat Feller. Zeichnungen auf Holz. Text: Konrad Tobler. Ausstellungskatalog.  Kunsthalle Bern. 2002.
- Marianne Gerny, Christian Cuénod: Ohne Titel – Sammlung zeitgenössischer Schweizer Kunst. Ausstellungskatalog, Aargauer Kunsthaus. Aarau 1995.
- Ulrich Loock: Dampfzentrale 17.12.1998 – 15.12.1989. Ausstellungskatalog. Kunsthalle Bern. Bern 1989.
- Josef Helfenstein: Künstler aus Bern. Ausstellungskatalog, Shedhalle Zürich. 1988.